# Dariusburst
Dariusburst (ダライアスバースト) est un jeu vidéo de type shoot 'em up développé par Pyramid et édité par Taito, sorti en 2009 sur PlayStation Portable.
Une version sur borne d'arcade, Dariusburst: Another Chronicle, est sortie en décembre 2010. Le jeu a été porté sur iOS et Android sous le titre Dariusburst: Second Prologue. Enfin, une version améliorée, Dariusburst: Chronicle Saviours est sorti sur Windows, PlayStation 4, PlayStation Portable et PlayStation Vita.

## Accueil
- Destructoid : 6/10 (PC)[1]
- Eurogamer Italie : 8/10 (PS4)[2]
- Famitsu : 32/40 (PS4/PSV)[3]
- GameSpot : 8/10 (PC/PS4)[4]
- IGN Espagne : 8,3/10 (PC)[5]